# بخش مرکزی شهرستان کمیجان
بخش مرکزی شهرستان کمیجان یکی از بخش‌های تابعه شهرستان کمیجان در استان مرکزی ایران است. کمیجان تنها شهر این بخش است.

## تقسیمات کشوری
- دهستانهای بخش مرکزی 
  - دهستان اسفندان
  - دهستان وفس

## جمعیت
بنابر سرشماری مرکز آمار ایران، جمعیت بخش مرکزی شهرستان کمیجان در سال ۱۳۸۵ برابر با ۲۷۱۷۳ نفر بوده است.